# Arescon dallasi
Arescon dallasi är en stekelart som först beskrevs av Dmitriy Alekseevich Ogloblin 1938.  Arescon dallasi ingår i släktet Arescon och familjen dvärgsteklar. Inga underarter finns listade.